# Автопробег
Автопробе́г (сокр. от автомобильный пробег) — популярное пропагандистское мероприятие в СССР в ранний период индустриализации и начала строительства автомобильных заводов. Представлял собой демонстрационный проезд автомобилей иностранного и отечественного производства по определённому, достаточно длинному маршруту с остановками в населённых пунктах на агитационные митинги. Участники автопробегов убеждали население в технических возможностях автотранспорта, катали народ на автомобилях и агитировали за массовое вступление в добровольное общество «Автодор». Руководитель автопробега, передвигавшийся в головном автомобиле, назывался командором.

## История

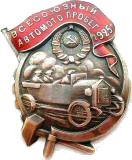
Знак Всесоюзный Автомотопробег 1925 г.

Первый пробег состоялся в 1923 г. и имел скорее агитационное значение для привлечения иностранных фирм.
Второй автопробег 1925 года ставил задачи отбора типа машин, наиболее приспособленных к работе в наших дорожных условиях. Маршрут, выбранный для пробега (Ленинград — Москва — Тула — Орел — Курск — Харьков — Артемовск — Ростов — Тихорецкая — Армавир — Пятигорск — Владикавказ — Тифлис и обратно для легковых автомобилей; Ленинград - Москва - Курск и обратно до Москвы для грузовых автомобилей; Москва - Харьков и обратно для мотоциклов) отличается наибольшей пестротой дорожных условий пролегает по более крупным экономическим районам Союза. Общее состояние дорог таково, что автомобили тут совершенно свободно совершат пробег. На пробеге будут представлены все мировые автомобильные марки. Автопромышленность СССР представлена двумя грузовиками «АМО», построенными целиком из советского материала. Поскольку этот автопробег предусматривал длительную эксплуатацию автомашин в сложных условиях, Госстрах СССР впервые организовал страхование участвовавших в нём автомашин и водителей (и это был первый случай автострахования в истории СССР).
В 1933 году по трассе Москва — Каракумы — Москва состоялся пробег длиной 10 тыс. км, в котором приняли участие 23 автомобиля, выпущенных на новых советских заводах.
В 1936 году состоялся Первый женский автопробег по маршруту Москва — Малые Каракумы — Москва, популяризирующий Конституцию СССР 1936 года, закон о запрещении абортов, а также анализ того, как «женщина может справиться с машиной в различных условиях».
Автопробеги утратили своё значение после ввода основных мощностей советского автопрома.
В 2023 году общественное движение «Книжные маяки России» при поддержке РЖД, Российского книжного союза и Президентского фонда культурных инициатив предприняло первый в мире Книжный автопробег, получивший название «Дорога на маяк». Участники на пяти автомобилях совершили поездку из Мурманска во Владивосток, а детский писатель и общественный деятель Михаил Виноградов  — ещё и одиночный автопробег в обратном направлении (Мурманск — Санкт-Петербург). Пробег совершил остановки в 46 городах и населенных пунктах России, участники посетили десятки региональных, городских и сельских библиотек, где проводили встречи с представителями культуры, современными писателями, библиотекарями, читателями. В рамках пробега малым библиотекам было передано более тонны книг. Одним из лидеров пробега стал российский путешественник, многократный рекордсмен мира и журналист Андрей Леонтьев, снявший о проекте полнометражный фильм «Дорога на маяк». 20 августа 2023 года автопробег завершился фестивалем книжной культуры «Книжный маяк Владивостока», в котором приняли участие многие современные писатели, в том числе Сергей Лукьяненко, Татьяна Устинова, Сергей Переслегин, Николай Ютанов, Анна и Сергей Литвиновы, Андрей Буровский, Евгений Чеширко и многие другие. Параллельно с автопробегом следовал Книжный поезд, совершивший 14 остановок в крупнейших городах Транссиба с однодневными книжными фестивалями.

## Отражение в культуре и искусстве
Явление автопробегов в СССР нашло ироническое отражение в романе Ильфа и Петрова «Золотой телёнок» (1931).
Драма «Директор» 1969 года киностудии «Мосфильм» описывает события Каракумского пробега: матрос Алексей Зворыкин назначен директором автомобильного завода, после обучения в Америке у Форда он налаживает производство первой советской полуторки и лично принимает участие в международном автопробеге в песках Кара-Кума, который выигрывает советская машина.